# Szabó T. Ádám
Szabó T. Ádám (Kolozsvár, 1946. március 12. — Budapest, 1995. december 7.) erdélyi magyar nyelvész, művelődéstörténész, Szabó T. Attila (1906–1987) fia, Szabó T. E. Attila (1941) testvére. Lánya Szabó T. Anikó, nyelvész.

## Életútja
Középiskoláit szülővárosában végezte (1963), ugyanott a BBTE-n szerzett magyar nyelv- és irodalom szakos tanári képesítést (1968). 1968-ban áttelepült Magyarországra, majd a hamburgi (1969–73) és a helsinki egyetemen (1973–77) folytatta egyetemi tanulmányait. 1977-ben a Müncheni Kódexről írott dolgozatával szerzett doktori címet. 1978–80 között a groningeni egyetemen (Groningen) magyar nyelvet és honismeretet tanított, 1981-től az ELTE magyar nyelvtörténeti és nyelvjárástani tanszékén tudományos kutató volt. 1990-ben indított rövid életű folyóiratával, az Új Erdélyi Múzeummal kísérletet tett az Erdélyi Múzeum-Egyesület (EME) örökségének újraélesztésére.

## Tudományos munkássága
Nagyobb tanulmányai jelentek meg a Honismeretben, a Magyar Nyelvben, a Néprajzi Láthatárban, a Névtani Értesítőben, valamint a következő gyűjteményes kötetekben:
- In memoriam Gyula Márton. Louvain, 1979
- Paizs Dezső születésének 100. évfordulójára. Budapest, 1986
- Studia in honorem J. Balázs. Budapest, 1987
- Magyar névtani dolgozatok. Budapest, 1989
- Névtudomány és művelődéstörténet. IV. Zalaegerszeg–Budapest, 1989
- A Duna menti népek hagyományos műveltsége (Andrásfalvy Bertalan Emlékkönyv). Budapest, 1991
- Emlékkönyv Benkő Loránd hetvenedik születésnapjára. Budapest, 1991
- Kapcsolatok és kölcsönhatások a 19–20. század fordulóján. Budapest, 1991
- Die siebenbürgisch-deutsche Literatur als Beispiel einer Regionalliteratur. Köln–Weimar–Wien, 1993
- Kétnyelvűség és magyar nyelvhasználat. Budapest, 1995
- Magyar Könyvtárosok III. szakmai találkozója. Budapest, 1996
- Ünnepi könyv Domokos Pál Péter tiszteletére. Budapest, 1996

### Kötetei
- Aufgaben und Ergebnisse der ungarischen Dialektforschung in den Randgebieten (Hamburg, 1978)
- Deutsch-ungarisch-rumaenische Ortsnamenetymologie in Siebenbürgen (Heidelberg, 1985); Fel-lak, Fellek, Felek (Helsinki, 1986)
- Vorschung für ein deutsch-rumaenisch-ungarisches etymologisches Ortsnamenbuch Siebenbürgens (München, 1987)
- Erdélyi magyar történeti helynévmutató; Szabó T. Attila hagyatéka alapján összeáll. Szabó T. Ádám; ELTE, Bp., 1994 (Magyar névtani dolgozatok)

### Társszerzős kötetek
- A készülő Kolozsvári Enciklopédia névanyaga (Schneller Károllyal. Budapest, 1989. Magyar névtani dolgozatok)
- Kolozsvár és környéke helyneveinek történeti-etimológiai vizsgálata (munkaközösségben, Budapest, 1983)

### Fordítása
- Siemers Ilona: Wass-kor (Gyulai Orsolyával, Marosvásárhely, 1999)

### Kiadásában, gondozásában jelent meg
- Ady Endre 13 verse finnül (Gy. Szabó Béla fametszeteivel, Joensuu, 1978)
- Seppo Lappalainen: Ugrien matalia kurkkuaanniae. Suomalainen runoilia (Groningen, 1979)
- Moldvai csángó és erdélyi népballadák (kétnyelvű kiadás, a balladákat német nyelvre Eva Siemers fordította. Budapest, 1982);
- Transylvanian folk ballads (München, 1982)
- Shamaanilintu (Kányádi Sándor versei finnül, Joensuu, 1983)
- A Müncheni Kódex, 1466. A négy evangélium szövege és szótára (előszó Király László, Budapest, 1985)
- A farkasmenyasszony. Klasszikus finn kisregények (Budapest, 1985)
- Csángú strófák (Lakatos Demeter válogatott költeményei, K. Lengyel Zsolt bevezetőjével, Bern, 1988)
- Szabó T. Attila: Nyelv és település (Budapest, 1988)
- Transylvania képeskönyvek (Bálint Jánossal, Budapest, 1989)

Közreműködött a Madas Edit szerkesztésében megjelent Középkor, 1000–1530. c. szöveggyűjtemény (Budapest, 1992) régi magyar szövegeinek átírásában.